# Dölau (Greiz)
Dölau ist ein Ort des Stadtteils Sachswitz/Dölau/Rothenthal der Stadt Greiz im Landkreis Greiz in Thüringen.

## Lage

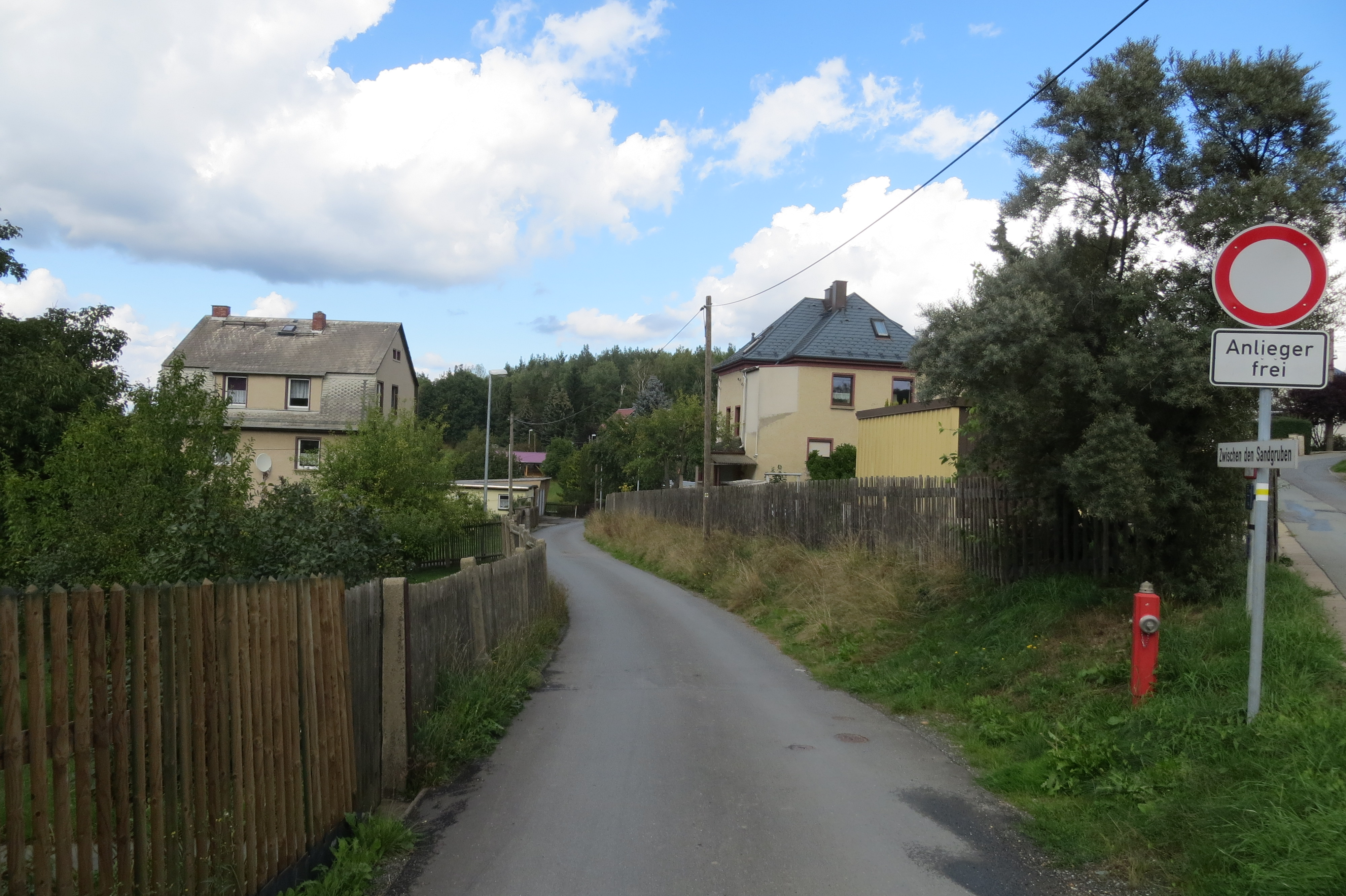
Blick in die Straße Zwischen den Sandgruben. Die Grundstücke auf der linken Seite gehören zu Dölau, die auf der rechten zum Ortsteil Kleingera der Stadt Elsterberg (Sachsen).

Dölau liegt an der Bundesstraße 92 südlich der Stadt Greiz im Tal der Weißen Elster im Thüringer Schiefergebirge. Das Siedlungsgebiet selbst befindet sich östlich der Weißen Elster, der südliche Teil zieht sich entlang des Kleingeraer Wegs in Richtung des sächsischen Orts Kleingera.
Eine Besonderheit besteht in der Straße Zwischen den Sandgruben, welche genau auf der Grenze zu Sachsen liegt. Dort gehören die Grundstücke der nordwestlichen Seite zu Dölau, die der südöstlichen zu Kleingera.
Zur Gemarkung Dölau gehören außerdem einige Grundstücke des Greizer Ortsteils Eichleite.

## Geschichte
Die Burg Dölau wurde wahrscheinlich im 12. Jahrhundert von den Lobdeburgern, den Besitzern der Herrschaft Elsterberg angelegt. Heutige Ruinen der Burg liegen auf einem Felsen über dem rechten Ufer der Weißen Elster. 1288 wurde ein Ritter von dolen (Dölau) im Gefolge der Vögte von Weida zum ersten Mal genannt. Die Burg befand sich zu dieser Zeit im Besitz der Reußen von Plauen zu Greiz. Am 12. Juni 1359 wurde der Ort Dölau erstmals urkundlich erwähnt. Mehrmals war Dölau Residenz eigener Herrschaften Reuß-Dölau. Am 9. April 1621 legte Heinrich IV. Reuß von Plauen älterer Linie, Haus Dölau, in seiner Residenz Dölau ein Münzwerk an und prägte eigene Münzen. Später, im Fürstentum Reuß älterer Linie, war Dölau Hauptort des Amtes Dölau, zu dem u. a. Zeulenroda gehörte.
Dölau hat seit dem 8. September 1875, der Eröffnung des zweiten Teils der Elstertalbahn, eine Bahnstation an der Bahnstrecke Gera–Weischlitz. Zuerst als Dölau (Elster) bezeichnet, wurde die Station Ende 1916 in Dölau (Reuß) umbenannt und erhielt nach der Eingemeindung 1922 den noch gültigen Namen Greiz-Dölau.
Am 16. Mai 1894 erhielt Dölau eine Postagentur.
Am 1. April 1922 wurden die Nachbarorte Rothenthal und Sachswitz eingemeindet. Schon am 1. Oktober desselben Jahres kam die neue Gemeinde zur Stadt Greiz.

## Persönlichkeiten
- Alfred Eckart (1901–1940), Politiker (NSDAP) und SA-Führer